# Culinária da Itália
A culinária italiana evoluiu através dos séculos, ao longo das mais variadas alterações sociais e políticas; suas raízes podem ser traçadas até o século IV a.C. Mudanças significantes ocorreram com a descoberta do Novo Mundo, que ajudaram a moldar muito do que é conhecido como a culinária italiana hoje em dia, através da introdução de ingredientes como batatas, tomates, pimentões e milho, todos eles parte central da cozinha daquele país, e que no entanto só foram introduzidos em grande escala a partir do século XVIII.
É uma das culinárias mais populares do mundo, com suas pizzas, massas, vinhos e outros tipos de preparações. Tanto ingredientes como pratos mudam de região para região do país. Existem diversos pratos regionais importantes que também assumiram caráter nacional, enquanto diversos pratos proliferaram, em diversas variantes, por todo o mundo. Queijo e vinho são uma parte importantíssima da cozinha do país, desempenhando diferentes papeis tanto regionalmente quanto nacionalmente, com sua grande variedade e leis de regulamentação (Denominazione di origine controllata, DOC). Também o café, mais especificamente o espresso, assumiu um papel de destaque na cultura gastronômica da Itália.

## História da culinária da Itália
A culinária italiana evoluiu extensivamente ao longo dos séculos. Embora a Itália como país, tal qual a conhecemos hoje, não tenha se formado até a Década de 60 do Século XIX, a culinária típica daquele país apresenta raízes que vão até pelo menos o século IV a.C. Através de diversas influências ao longo desta sua história, inclusive das regiões vizinhas, e devido à mudanças ocorridas depois de conquistas e distúrbios políticos, assim como a descoberta do Novo Mundo, formou-se uma tradição culinária concreta, que é reconhecida hoje em dia como uma das mais destacadas do mundo, onde surgiu a Pizza, a Lasanha e muitas outras massas que conhecemos.

### Antiguidade
O primeiro crítico gastronômico italiana conhecido foi um Emyli de etnia grega, chamado Arquestrato, que viveu em Siracusa no século IV a.C. Entre seus escritos estava um poema que mencionava o uso de ingredientes frescos, "da estação e de primeira qualidade", e que os sabores dos pratos não deveriam ser mascarados por condimentos, ervas ou quaisquer outros temperos desta natureza, com uma ênfase especial para este estilo de preparo com os peixes. Este estilo de culinária parecia ter sido esquecido durante o século I d.C. quando a obra De re coquinaria foi publicada, com 470 receitas, incluindo muitas com grande uso de especiarias e ervas que seguramente escondiam muito do sabor natural dos ingredientes usados. Os romanos utilizavam-se dos melhores padeiros gregos para produzir os seus pães e importavam o queijo pecorino da Sicília, cujos habitantes eram tidos como os melhores mestres-queijeiros. Os romanos também eram conhecidos pela criação de cabras pela sua carne, e pelo cultivo de alcachofras e alho-poró.